# The Beginning and the End
Albums de Bizzy Bone
Alpha and Omega
(2004) For the Fans Vol. 1
(2005)
The Beginning and the End est un album indépendant de Bizzy Bone, sorti le 7 novembre 2004.

## Liste des titres
| No  | Titre                                                     | Contient un (des) sample(s) de | Durée |
| --- | --------------------------------------------------------- | ------------------------------ | ----- |
| 1.  | Time Travel (featuring Prince Rasu et Thug Queen)         |                                | 3:31  |
| 2.  | Stress Builds (featuring Big B et Prince Rasu)            |                                | 3:51  |
| 3.  | Try Hustle Me (featuring Hollis Jae)                      |                                | 3:33  |
| 4.  | Weed Song (featuring Big B, Capo, Prince Rasu et Weezy)   |                                | 3:56  |
| 5.  | Split Personalities (featuring Capo)                      |                                | 3:32  |
| 6.  | Be Careful, Part 2 (featuring Big B et Prince Rasu)       |                                | 3:10  |
| 7.  | Ride or Die (featuring Big B, Capo, Prince Rasu et Weezy) |                                | 4:35  |
| 8.  | Head to the Ground (featuring Layzie Bone)                |                                | 4:29  |
| 9.  | Satan's Disciples                                         |                                | 4:54  |
| 10. | Feelin' Lovely                                            |                                | 3:14  |
| 11. | Hellafied Game                                            |                                | 5:18  |
| 12. | Hit the Reefah (featuring Big B)                          |                                | 2:28  |
| 13. | Good vs. Evil (featuring Prince Rasu)                     |                                | 3:20  |
| 14. | Skit                                                      |                                | 3:06  |
| 15. | Do We Die and Prayer                                      | Easy des Commodores            | 7:01  |